# Fluxx
Fluxx er et kortspil som spilles med et specialfremstillede spillekort udgivet af Looney Labs. Spillet adskiller sig fra de andre kortspil ved at betingelserne for at vinde spillet bliver ændret undervejs i spillet med kort som spilles af spillerne.

## Historie
Fluxx blev skabt af Andrew Looney 24. juli 1996 som det første spil i hans og hans kones spildesign-firma, Looney Laboratory. Den første udgave bestod af 5.000 sæt spil som kom på markedet i 1997.
Spillet blev en succes og blev året efter licenseret til Iron Crown Enterprises (ICE) til en bredere distribution. ICE gik konkurs efter to år, og Looney Labs overtog igen produktion og distribution.
Siden er spillet udkommet i adskillige udgaver, sprog og varianter med forskelligt designede spillekort.

## Beskrivelse og spillemetode
Den første udgave består af 84 kort som er opdelt i fire typer: Keeper, Goal, Action og New Rule. Når spillet begynder, skal spillerne trække og spille et bestemt antal kort. Reglerne ændres når der spilles et New Rule-kort. Kortet kan ændre antal kort som skal trækkes eller spilles i hver runde, antallet af kort i hånden eller de spillede Keeper-kort. followed by Family Fluxx. Goal-kort ændrer hvilke Keeper-kort som behøves for at vinde. Spillet varer fra 5 til 30 minutter.
Efterfølgende udgaver inkluderede nye korttyper. Disse inkluderer Creeper-kort som blokerer eller gør det sværere at opnå betingelserne i Goal-kort; Ungoal-kort, som har betingelser som afslutter spillet uden en vinder; og Surprise-kort som kan ændre andre kort.
Den første Fluxx-turnering på Origins i 1997 havde særlige regler.
Tidlige versioner har 84 kort mens nyere standard-versoioner har 100 kort, mens Lite-versioner (Family, Spanish, SE) har 56 kort.

## Spillekort

### Udgaver
- Fluxx 1.0 (1997) – den første udgivne udgave; monokrom, kort i poker-størrelse (6,4 cm brede)
- Fluxx 2.0 (1998) udgivet af Iron Crown Enterprises;[3] nyt kort-layout, use of color, kort i bridge-størrelse (5,7 cm brede)
- Fluxx 2.1 (2002) genoptrk af 2.0 med mindre ændringer
- Family Fluxx (november 2005) oprindeligt kaldt Fluxx Lite, så Fluxx Jr. før udgivelsen,[5][10] er en "familievenlig" udgave i farver med 56 kort,[11] genudgivet 5. maj 2010,[5]
- Fluxx 3.0 (mange kort er udgået og tilføjet) produceret af Cartamundi
- Fluxx 3.1 (2005) nogle kort er udgået og tilføjet; produceret af Cartamundi[12]
- Fluxx 4.0 (december 2008) antal kort er forøget til 100, alle med farver, ændringer i reglerne.[13]
- Fluxx SE (august 2012) en eksklusiv udgave til Target-butikker med forsimplede regler og specielle kort,[1] produceret af 360 Manufacturing
- Fluxx 5.0 (2014)[14] 17 kort af udskiftede[15]

### Sprog
- De ovenfor nævnte udgaver er alle engelsksprogede
- Fluxx Español!; (spansk udgave, november 2006) Looney Labs,[16] 56 kort, hvoraf nogle er nye[11]
- Tysk Fluxx første udgave (2003; baseret på version 3.0) af Amigo Games[16]
  - Anden udgave (marts 2011; baseret på version 4.0) Pegasus Spiele[17]
- Japansk Fluxx (baseret på version 3.0) HobbyJapan
- Hollandsk Fluxx (baseret på version 5.0) PS Games
- Portugisisk EcoFluxx, udgivet i Brasilien[16]

### Varianter
Der er udgivet over 20 forskellige versioner af Fluxx som har andre kort-design, men som spilles med de samme regler.

### Udvidelser
Der er også udgivet adskille udvidelser med forskellige tilføjelser.